# Marta y María (Caravaggio)
Marta y María es una pintura realizada por Caravaggio en 1598, que se conserva en Detroit. En este cuadro, Caravaggio sigue los alineamientos requeridos por la Iglesia católica contrarreformista para sus cuadros, al mostrar a los personajes santos sin aureola o aura mística y sólo como gente normal. El cuadro se asemeja al de una joven atendida por su dama de compañía.
La escena representada se inspira en una del Nuevo Testamento, cuando Marta de Betania reprocha a su hermana María su comportamiento mundano. Marta, con el rostro ensombrecido, se inclina hacia delante exponiendo un argumento que María escucha en silencio, haciendo girar una flor de azahar entre los dedos mientras sostiene un espejo, símbolos de la vanidad a la que está a punto de renunciar. Ya desde los primeros Padres de la Iglesia se estableció a las hermanas como respectivos símbolos de la fe activa y la fe contemplativa.
Destaca la virtuosa representación de un espejo convexo, que indica el profundo conocimiento del pintor en el uso de esta técnica, gracias a tratados científicos comunes en su época, como el Magia Naturalis de Giovanni Battista della Porta (1558).